# Luigi Tamburrano
Luigi Tamburrano (San Giovanni Rotondo, 14 gennaio 1894 – Foggia, 22 dicembre 1964) è stato un politico italiano.

## Biografia
Dopo le scuole elementari, frequenta il ginnasio a Roma e il liceo a Chieti. A 18 anni per proseguire gli studi fà domanda di assunzione come censore al collegio Aristide Gabelli di Udine e in seguito si trasferisce a Bologna per conseguire la laurea in Giurisprudenza.
Dopo la laurea torna nella sua città natale per contribuire alla vittoria elettorale del partito socialista alle amministrative del 3 ottobre 1920, dove sarà eletto come consigliere comunale. il 14 ottobre 1920, durante la festa dell'insediamento 13 socialisti ed 1 carabiniere persero la vita durante una repressione antisocialista. In questa occasione fù arrestato e subito scarcerato per le ingiuste accuse. In seguito dopo ricoprì il ruolo di sindaco fino al marzo del 1921.
A seguito della caduta della giunta, durante il ventennio fascista "finì esule e confinato,
con il solo conforto di una amicizia non occasionale con
Padre Pio".
Fu senatore della Repubblica eletto nella I legislatura nel collegio di Foggia-San Severo. Era il padre di Giuseppe Tamburrano, storico e presidente della Fondazione Nenni.